# 占领总统府 (油画)

佔領總統府

《占领总统府》，又名《蒋家王朝的覆灭》，是中国现代美术史尤其是油画史上重要作品之一。是油画家陈逸飞代表作之一，也是陈逸飞和另一位画家魏景山的“珠联璧合”之作。

## 画作
《占领总统府》由陈逸飞、魏景山合作完成于1977年（另说1976年），
画面采用写实主义，采用三角框架式的立体结构，颜色鲜明，对比强烈，有苏联油画的影响，也有西方油画的风格，更有中国技法的特色。画作构图宏伟，场面巨大，势不可挡，充满英雄主义气概和革命激情，与文革末期的革命激情社会风尚吻合。
题材为中国革命史和近代史上的重要标志性事件：1949年4月23日，中国人民解放军进军中華民國南京市，以摧枯拉朽之势，占领中華民國政府之核心——蒋介石的南京总统府。故这幅油画巨作初定名《蒋家王朝的覆灭》。
位于安徽省合肥市的渡江战役纪念馆馆内全场50米的室内艺术群雕即为“占领总统府”。

## 史实错误
以真實歷史角度來看，《占领总统府》有两处史实错误。：
- 史实上，1949年4月23日中国人民解放军占领南京总统府在清晨，而画作中是在黄昏。[2]1949年4月23日中国人民解放军第三十五军渡過長江占領南京總統府（三十五軍隨軍記者鄒健東1949年4月拍攝）

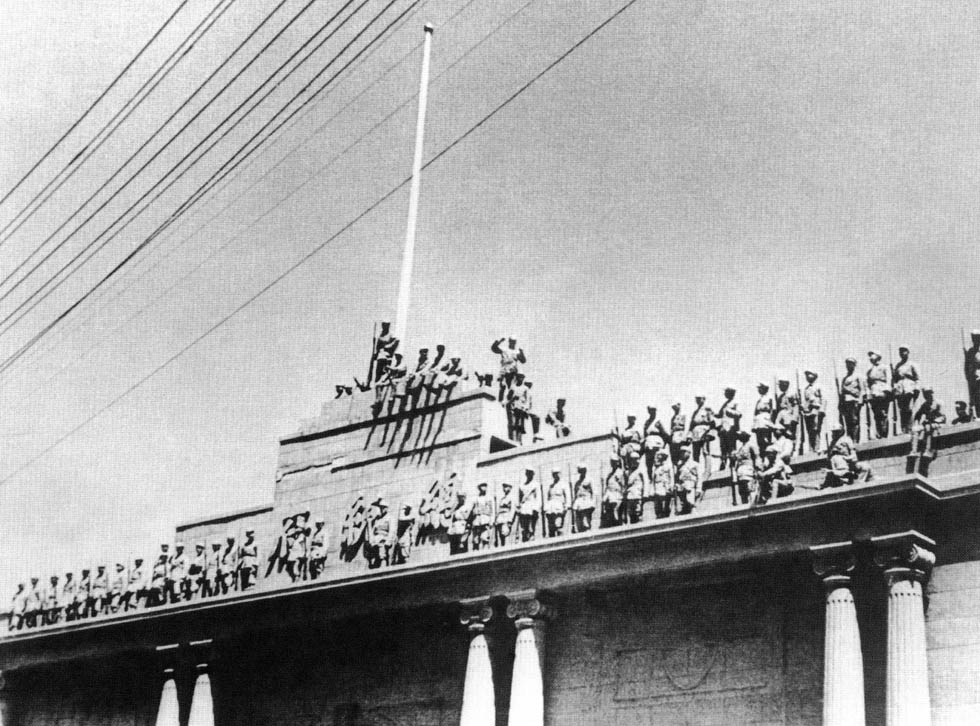
1949年4月23日中国人民解放军第三十五军渡過長江占領南京總統府（三十五軍隨軍記者鄒健東1949年4月拍攝）

- 史实上，解放军占领总统府没费一弹一卒，并没有经历激烈战斗，而画作中门楼上弹痕累累。[2]

而「蔣家王朝」雖在中國大陸退敗，卻也沒有完全「覆滅」。直到蔣中正家族第三代蔣孝武於1991年逝世，蔣氏才正式退出政壇。

## 逸事
- 陈逸飞、魏景山均为宁波人，而南京总统府蒋家王朝两位代表人物两蒋也均是宁波人，所以《占领总统府》是画家画画“老乡调侃老乡”。[原創研究？]
- 陈逸飞《占领总统府》手稿现身2012年拍场，以高价成交[4]。